# Evanghelia secretă după Marcu

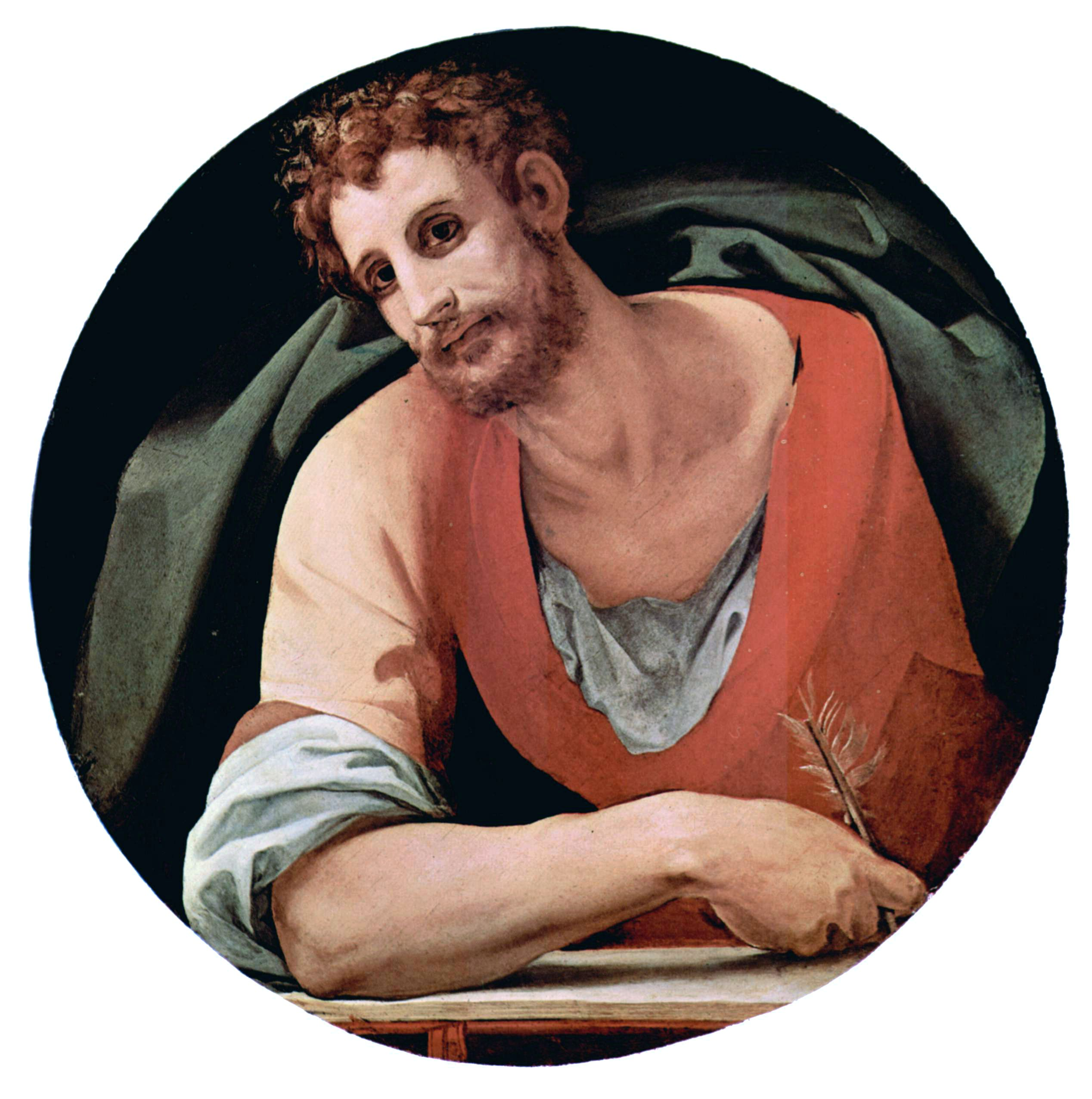
Sf. Marcu, pictură de Angelo Bronzino, 1525-28

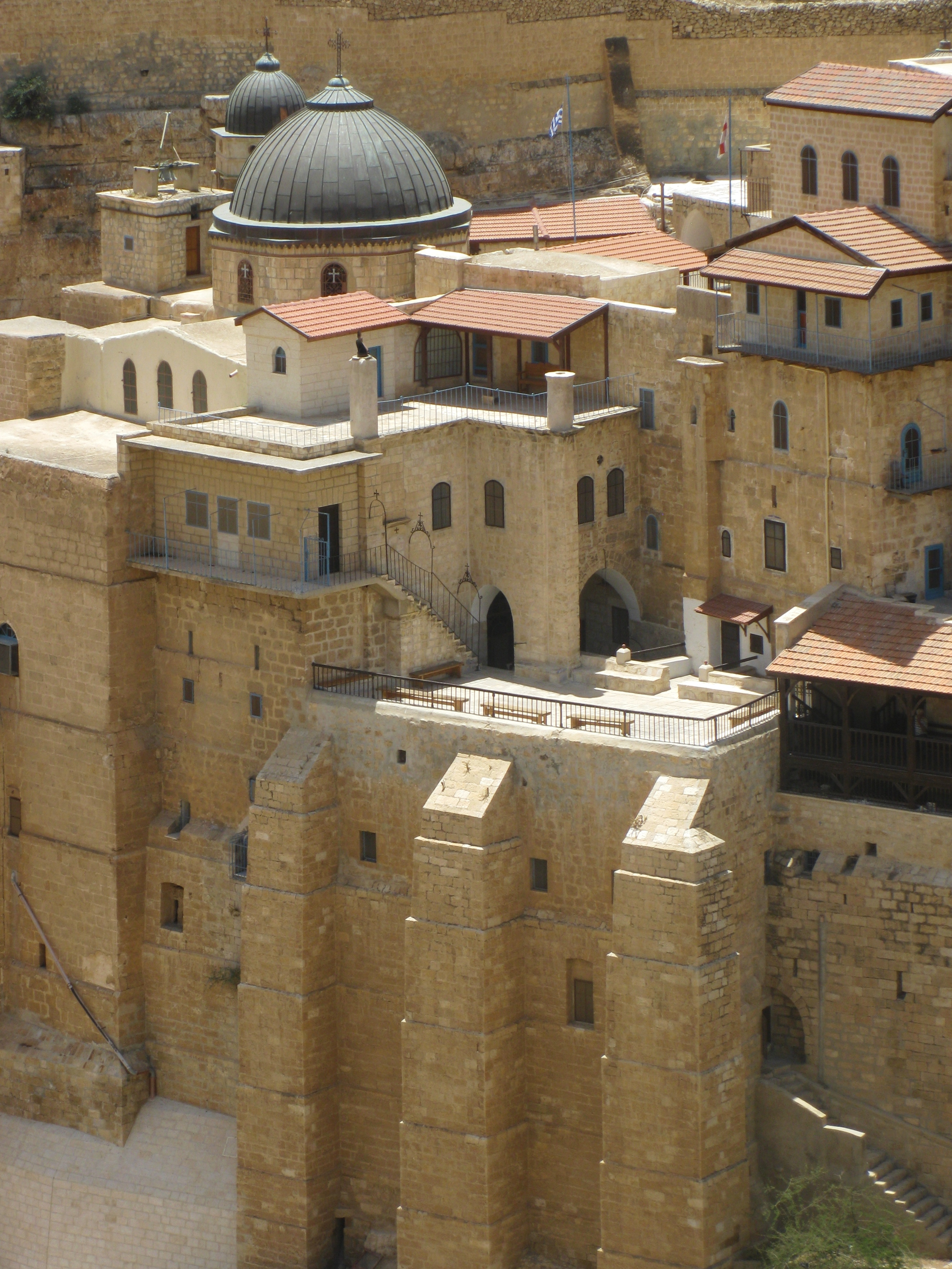
Mănăstirea de la Mar Saba unde în 1958 Morton Smith a descoperit un document care face referire la Evanghelia secretă după Marcu

Evanghelia secretă după Marcu este o presupusă Evanghelie non-canonică creștină cunoscută exclusiv din scrisoarea de la Mar Saba, care o descrie ca pe o versiune extinsă a Evangheliei canonice după Marcu, cu unele episoade elucidate, scrisă pentru o elită inițiată. Scrisoarea de la mănăstirea Mar Saba din Israel a fost descoperită în 1958 de Morton Smith și se presupune că a fost scrisă de Clement din Alexandria. Clement a scris în secolul al II-lea, dar scrisoarea este datată la 16 secole după el.

## Conținut
Scrisoarea descrie amănunte despre cum „l-a înviat Iisus pe un tânăr bogat”, evident pa baza relatării învierii lui Lazăr din Evanghelia după Ioan. Halvor Moxnes cercetător în studiul istoriei religiilor de la Det teologiske fakultet, UiO observă că Lazăr era deja viu și Isus doar a dat doar piatra mormântului la o parte.
„Și ei ajung în Bethania. Și o anumită femeie al cărei frate murise era acolo. Și, venind, s-a pus în fața lui Isus și i-a spus: „Fiul lui David, ai milă de mine”. Dar ucenicii au mustrat-o. Și Iisus, înfuriat, a plecat cu ea în grădina în care se afla mormântul și imediat a fost auzit un mare plânset din mormânt. Și mergând lângă, Iisus a dat jos piatra de la ușa mormântului. Și imediat, mergând acolo unde era tănărul, a întins mâna și l-a ridicat, apucându-i mâna.”
Textul scrisorii continuă:
Însă tânărul a privit la el, l-a iubit și a început să-l roage să-l lase împreună cu el. Și ieșind din mormânt, s-au dus în casa tânărului, căci acesta era bogat. Și după șase zile, Iisus i-a spus ce să facă și seara tânărul a venit la el, purtând doar o haină de pânză peste trupul (său) gol. Și a rămas cu el în noaptea aceea, căci Iisus l-a învățat taina împărăției lui Dumnezeu. După aceea, el s-a întors pe celălalt mal al Iordanului.
Morton Smith a comentat că din acest fragment ar putea reieși că Isus a fost homosexual: „eliberarea de lege ar fi putut rezulta prin înfăptuirea unirii spirituale prin unire fizică”, adică Isus ar fi avut contacte sexuale cu bărbații pe care-i boteza.

## Acuzațiile de fals
Oamenii de știință consideră că scrisoarea este un fals. Circumstanțele descoperirii seamănă cu intriga unui roman publicat cu mai mulți ani înainte ca Morton Smith să viziteze mănăstirea. Paleografii sunt împărțiți în ceea ce privește dacă falsificatorul a fost Smith însuși sau cineva angajat de Smith.